# Nurmagomed Shanavazov
Nurmagomed Magomedsandovich Shanavazov (russe : Нурмагомед Магомедсандович Шанавазов) est un boxeur soviétique, puis russe né le 19 février 1965 à Makhatchkala.

## Carrière
Champion d'Europe de boxe amateur à Budapest en 1985 dans la catégorie poids mi-lourds, sa carrière est également marquée par une médaille d'argent remportée aux Jeux olympiques de Séoul en 1988 et une médaille de bronze aux Championnats du monde de boxe amateur à Moscou en 1989.